# Vellozia gigantea

A Vellozia gigantea é uma espécie de planta região da serra do Cipó.